# Баррі Адамсон
Баррі Адамсон (англ. Barry Adamson) — англійський поп і рок-музикант, композитор, письменник, фотограф і режисер. Він став відомим наприкінці 1970-х як учасник пост-панк гурту Magazine. Згодом співпрацював з гуртами Visage, Nick Cave and the Bad Seeds, Pan Sonic. На додачу до своєї сольної творчості, Адамсон також робив ремікси Grinderman, The Jon Spencer Blues Explosion, Recoil і Depeche Mode. Він також працював над саундтреком до сюрреалістичного кримінального фільму Девіда Лінча, Lost Highway.

## Біографія

### Раннє життя
Адамсон народився 11 червня 1958 в Мосс-Сайді, Манчестер, Англія, від білої матері та темношкірого батька.
Змалку читав комікси. У школі він занурився в мистецтво, музику та кіно, настільки, наскільки це взагалі було можливо у середніх школах Манчестера кінця 60-х, початку 70-х років. У віці 10 років Адамсон створив свою першу пісню — «Brain Pain». Його різноманітні музичні смаки коливались від Еліса Купера до гуртів лейбла Motown і далі до Девіда Боуї.

### Кар'єра
Після закінчення школи, Адамсон продовжив навчання в Стокпортському художньому коледжі, де вивчав графічний дизайн, але невдовзі кинув коледж. І приєднався до гурту Magazine, щоб грати на бас-гітарі. У гурті також виступав Говард Девото (Howard Devoto) — колишній вокаліст гурту Buzzcocks. Молодий Баррі Адамсон, попри те, що був панком у Стокпортському художньому коледжі, виріс у расовому та емоційному плані з сильним почуттям неприналежності ні до темношкірого суспільства, ні до білої субкультури; згідно з назвою культового хіта Magazine, він був «Shot By Both Sides».
Наприкінці 1977 року Адамсон також приєднався до гурту Buzzcocks як тимчасова заміна бас-гітариста Гарта Сміта (Garth Smith). Він грав на всіх альбомах Magazine у їхньому оригінальному втіленні. А також зробив внесок у сольний альбом Говарда Девото та співпрацював з гуртом Luxuria. Він також співпрацював зі студійним гуртом Visage, брав участь у створенні перших двох альбомів гурту, Visage та The Anvil.
Після того, як Magazine розпався, Адамсон працював з іншим екс-учасником Buzzcocks, Пітом Шеллі (Pete Shelley). Згодом  Адамс приєднався до Nick Cave and the Bad Seeds, і взяв участь у створенні чотирьох їхніх альбомів: From Her to Eternity, The Firstborn Is Dead, Kicking Against the Pricks, Your Funeral, My Trial. У 1987 році Адамсон брав участь у європейському турне з Іггі Попом. Після цього він зайнявся сольною діяльністю. у 1988 році вийшов сингл «The Man with the Golden Arm». У 1989 році вийшов перший повноцінний альбом «Moss Side Story» — це так званий саундтрек до неіснуючого фільму у стилі film noir. Альбом містив фрагменти випусків новин, семпли звукових ефектів, до створення альбому долучилися музиканти: Марсія Шофілд (Marcia Schofield) з гурту The Fall, Діаманда Галас (Diamanda Galás) і колишні колеги з гурту Nick Cave and the Bad Seeds.
Другий сольний альбом Адамсона цього разу був саундтреком до справжнього фільму — «Delusion» Карла Колпаерта (Carl Colpaert). Адамсон створював саундтреки і до кількох інших фільмів.
Третій альбом Адамсона, Soul Murder, увійшов до короткого списку музичної премії Mercury у 1992 році.
На сольну творчість Адамсона в основному вплинули Джон Баррі, Елмер Бернстайн та Енніо Морріконе. Пізніші твори Адамсона включають елементи джазу, електронну музику, соул, фанк і даб.
У 1996 році Адамсон взяв участь в альбомі AIDS-Benefit Offbeat: A Red Hot Soundtrip від Red Hot Organization. У 1996 році Адамсона випустив альбом Oedipus Schmoedipus, який посів 51-те місце в чарті альбомів Великобританії.
Пізніше альбоми «Moss Side Story» (1989 рік) та Oedipus Schmoedipus (1996 рік) були включені до списку 1001 Albums You Must Hear Before You Die.
У 2002 році Адамсон покинув лейбл Mute Records, з яким співпрацював багато років і заснував власну рекорд-студію Central Control International. У 2006 році він випустив альбом Stranger on the Sofa, це був перший альбом, записаний на власній рекорд-студії Central Control International, альбом отримав схвальні відгуки критиків. у березні 2008 року був випущений альбом Back to the Cat, який також записувався на власній студії.
У 2007 році було оголошено, що гурт Magazine відновиться для концертів у 2008 році. Адамсон брав участь у тому ж складі гурту, що записав Secondhand Daylight, за винятком покійного Джона МакГіоха, якого замінив учасник гурту Apollo 440, Ноко (Noko). Але після цього Адамсон відмовився від нових відновлень гурту Magazine та від нових записів.
27 серпня 2010 року Адамсон випустив трек «Rag and Bone» для цифрового завантаження та на 12-дюймій вініловій платівці.
У 2011 році Адамсон дебютував як режисер фільму Therapist, до якого він також написав музику.
30 січня 2012 року він випустив студійний альбом I Will Set You Free.
Адамсон співпрацював з Nick Cave and the Bad Seeds над їхнім альбомом 2013 року, Push the Sky Away, зіграв на бас-гітарі у двох піснях. Він також гастролював з гуртом, граючи на барабанах і клавішних, щоб замінити хворого Томаса Відлера (Thomas Wydler).
У 2016 році Адамсон випустив альбом Know Where To Run, який комплектувався книжкою з фотографіями, які Адамсон зняв у США під час туру з Ніком Кейвом. У 2018 році вийшов альбом Memento Mori, присвячений його 40-річчю як професійного музиканта, після чого відбувся концерт в Union Chapel у Лондоні. Запис цього концерту було видано на вінілі та CD.

#### Звуковий матеріал
Композиція Адамсона «Refugee Song» була включена в саундтрек фільму Дерека Джармена (Derek Jarman) «The Last of England». Він написав саундтрек до фільму Delusion, саундтрек також був випущений на альбомі. Адамсон також створив саундтреки до фільмів Девіда Лінча: Gas Food Lodging, Lost Highway.

## Інструменти
На відео ранніх концертів Magazine Адамсон грав на Rickenbacker 4001, а на відео концерту Magazine на підтримку альбому Secondhand Daylight — на Gibson EB-3. Його основною бас-гітарою під час гастролей гурту Magazine була Ovation Magnum Mk1. Як і під час концерту гурту Magazine у фільмі 1982 року — Urgh! A Music War. А також на обкладинці концертного альбому Play. На концертах гурту Magazine 2008 року Адамсон по черзі використовував Ovation Magnum Mk1, Fender Artist та Fender Jaguar Bass. Зі своїми бас-гітарами він часто використовував блок Boss Chorus, створюючи злегка оброблений звук, який часто імітувався на британській рок-сцені 1980-х.

## Спадщина
У своїй автобіографії It's So Easy (And Other Lies), Дафф МакКаган із Guns N' Roses сказав, що на нього вплинули такі гурти, як Magazine з Баррі Адамсоном.
В інтерв'ю німецькому музичному журналу Gitarre & Bass, Біллі Гулд з Faith No More сказав, що одним з тих, хто на нього вплинув, був Адамсон, оскільки він поєднував соул-музику з пост-панком, коли грав з Magazine.

## Дискографія

### Студійні альбоми
| 1989 | Moss Side Story          |
| 1992 | Soul Murder              |
| 1996 | Oedipus Schmoedipus      |
| 1998 | As Above So Below        |
| 2002 | The King of Nothing Hill |
| 2006 | Stranger on the Sofa     |
| 2008 | Back to the Cat          |
| 2012 | I Will Set You Free      |
| 2016 | Know Where to Run        |

### Міні-альбоми
| Рік  | Назва                |
| 1989 | Taming of the Shrewd |
| 1993 | The Negro Inside Me  |
| 2017 | Love Sick Dick       |
| 2021 | Steal Away           |

### Сингли
| Рік  | Назва | Альбом                                            |
| 1988 | «The Man with the Golden Arm»                                                                                            | Moss Side Story                                   |
| 1991 | «These Boots Are Made for Walking» (with Anita Lane)                                                                     | Delusion                                          |
| 1998 | «What It Means» | As Above So Below                                 |
| 1998 | «Can't Get Loose» b/w non-album tracks «Trouble Asunder (Oedipus Returns)», «Hear the Angels», «Namaste MPC (End Title)» | As Above So Below                                 |
| 1999 | «The Crime Scene» | split single with The Jon Spencer Blues Explosion |
| 2001 | «Motorlab #3» (with Pan Sonic)                                                                                           | N/A                                               |
| 2002 | «Black Amour» | The King of Nothing Hill                          |
| 2002 | «Whispering Streets» | The King of Nothing Hill                          |
| 2006 | «The Long Way Back Again»                                                                                                | Stranger on the Sofa                              |
| 2008 | «Straight 'til Sunrise» (download only)                                                                                  | Back to the Cat                                   |
| 2010 | «Rag and Bone» | N/A                                               |
| 2016 | «Up in the Air» | Know Where to Run                                 |

### Інші виступи
| Рік  | Назва            | Альбом                                                       |
| ---- | ---------------- | ------------------------------------------------------------ |
| 1996 | «Hip No Therapy» | Offbeat: A Red Hot Soundtrip                                 |
| 2012 | «I Wanna Be You» | The Journey Is Long: The Jeffrey Lee Pierce Sessions Project |
| 2019 | «4'33»           | STUMM433                                                     |

### Саундтреки

#### Альбоми
| Рік  | Назва            |
| 1991 | Delusion         |
| 2011 | Dreams of a Life |
| 2023 | Scala!!!         |

#### Саундтреки
| Рік  | Фільм               | Трек(и)                                           |
| 1987 | The Last of England | «Refugee Theme (15 Rounds)» with Martin McCarrick |
| 1992 | Gas Food Lodging    | 6 tracks                                          |
| 1997 | Lost Highway        | 3 tracks                                          |

### Збірники та семплери
| Рік  | Назва                            | Тип         |
| 1992 | Cinema Is King                   | Міні-альбом |
| 1995 | Movieology                       | Міні-альбом |
| 1995 | The Big Bamboozle                | Міні-альбом |
| 1999 | The Murky World of Barry Adamson | Альбом      |
| 2018 | Memento Mori                     | Альбом      |

## Композиції
- Музика до фільму To Have and to Hold (1996) з Ніком Кейвом і Міком Харві.
- Музика до фільму The World of Interiors (2001).